# Imbophorus
Imbophorus là một chi bướm đêm thuộc họ Pterophoridae.

## Các loài
- Imbophorus aptalis (Walker, 1864)
- Imbophorus leucophasma (Turner, 1911)
- Imbophorus pallidus Arenberger, 1991